# منتدى سي لينكس
منتدى سي لينُكس لمستخدمي الألكترونيات والمعروف أيضآ منتدى سي لينُكس هو منظمة غير ربحية تعمل للأرتقاء بلينُكس كمنصة مفتوحة المصدر لمستخدمي الأجهزة الألكترونية (سي). إن التركيز التقني للمنتدي - في المقام الأول – هو العمل علي المواصفة والتطبيق والمشاورة بالأضافة إلي التجريب لمساعدة مطور ّي لينُكس لتحسين نظامه التشغيلي كي يعمل في منتجات (سي).